# Gerichtsbezirk Matrei in Osttirol
Der Gerichtsbezirk Matrei in Osttirol, früher Gerichtsbezirk Windisch-Matrei, war ein Gerichtsbezirk im Bezirk Lienz (Bundesland Tirol). Der Gerichtsbezirk wurde 2002 aufgelöst und das Gebiet dem Gerichtsbezirk Lienz unterstellt. Das alte Bezirksgericht Matrei in Osttirol steht heute unter Denkmalschutz. 

## Geschichte
Der Gerichtsbezirk wurde unter dem Namen Windisch-Matrei, dem bis in die frühen 1920er Jahre ursprünglichen Namen der Marktgemeinde Matrei in Osttirol, gegründet. Er war einer von ursprünglich drei Gerichtsbezirken im Bezirk Lienz, wobei neben dem heute bestehenden Gerichtsbezirk Lienz bis 1925 auch der Gerichtsbezirk Sillian bestand. Der Gerichtsbezirk Matrei umfasste dabei das Defereggental, das Kalser Tal, das Virgental und das obere Iseltal bzw. die Gemeinden Hopfgarten in Defereggen, Kals am Großglockner, Matrei in Osttirol (erst 1939 aus Matrei in Osttirol Markt und Matrei in Osttirol Land gebildet), Prägraten am Großvenediger, St. Jakob in Defereggen, St. Veit in Defereggen und Virgen.
Der Gerichtsbezirk Matrei umfasste 1890 ein Gebiet von 1005 km2, 1923 wurden für das Gebiet eine Fläche von 1004,8 km2 ausgewiesen. Die Bevölkerungszahl des Gebietes erhöhte sich zwischen 1869 und 1991 von 8.498 auf 11.626 Personen. Per 1. Juli 2002 wurde der Gerichtsbezirk Matrei in Osttirol aufgelöst und das Gebiet dem Gerichtsbezirk Lienz zugewiesen.